# 盧魯元
卢鲁元（？—443年1月25日），鲜卑姓豆卢氏（吐伏卢氏），昌黎郡徒河县（今辽宁省锦州市）人，北魏官员。

## 生平
卢鲁元的曾祖卢副鸠在后燕慕容垂时期为尚书令、临泽公，祖父和父亲都是高官。卢鲁元机敏好学，宽和有高雅的度量。魏明元帝拓跋嗣时期，卢鲁元被选为直郎，因为忠诚谨慎，和典东西部刘絜、门下奏事古弼被选派到东宫侍奉太子，分别掌管机要，宣读和接受文书。卢鲁元恭敬勤勉重义轻生，太子拓跋焘亲近喜爱他。等到魏太武帝即位，任命卢鲁元出任中书侍郎，在身边补正自己的缺点和过失，对卢鲁元的恩遇更深。而卢鲁元更加谨慎恭肃，魏太武帝更加亲信依赖他，内外大臣无不对卢鲁元敬畏有加。卢鲁元为人宽容，善于交际，喜欢掩饰他人的过失，宣扬他人的长处，因此公卿都亲近依附他。卢鲁元因为擅长书法又有文采，屡次升任中书监，兼领秘书事，获赐爵襄城公，加散骑常侍、右将军，与来大千等七名常侍手执棍棒侍卫魏太武帝身旁，昼夜不离开皇帝，魏太武帝追赠卢鲁元的父亲为信都侯。始光四年（427年），卢鲁元跟随征讨赫连昌，魏太武帝亲自追击，进入胡夏的城门，卢鲁元跟随魏太武帝入城。当天没有卢鲁元，魏太武帝几乎要遇险。卢鲁元又跟随征讨平凉，以军功出任征北大将军，加侍中，之后又升任太保、录尚书事。卢鲁元受到魏太武帝特别的看重，经常跟随魏太武帝征伐，出入皇帝的卧室。每有平定的战功，卢鲁元都会因功获赏赐奴仆，前后有数百人，布帛数以万计。魏太武帝经常去卢鲁元家中，前后相隔不超过一旬。魏太武帝想要卢鲁元的住宅离皇宫近一些，方便往来，就在宫门南赐给卢鲁元上等住宅。卢鲁元的衣食车马，都是仅次于皇帝使用的等级。
太平真君三年（442年）冬，魏太武帝巡视阴山，卢鲁元因为患病没有跟随。侍臣前往探问卢鲁元疾病送医送药，驿站的车马沿途相继。十二月辛巳（443年1月25日），卢鲁元去世。魏太武帝对卢鲁元之死非常哀悼惋惜，返回后亲临丧礼，哭的悲痛至极。东西二宫命令太官每天送祭品，早晚到灵前吊祭，完毕就遍奏钟鼓舞乐、魏太武帝和皇后在卢鲁元安葬时三次亲临丧礼，丧礼依照安城王叔孙俊旧例，赠送的助丧财物更多。朝廷赠予卢鲁元襄城王，谥号孝。卢鲁元葬于崞山，朝廷为他修建石碑石柱。自从北魏兴起，贵臣得到的优遇恩宠，没有人比得上卢鲁元的。卢鲁元的儿子卢统袭爵襄城公。

## 其他
北魏尚书左仆射、河间公安原仗着受到皇帝宠爱肆意妄为，对很多人加以排斥贬抑，为儿子求娶卢鲁元的女儿为妻，卢鲁元不答应。安原就告发卢鲁元的罪状，事情互相牵连，久拖不决。安原害怕不能胜诉，就图谋反叛，事情泄露被处死。安原临刑前上疏说：“卢鲁元奸邪谄媚，捏造谗言陷害我，天子于是加以惩罚，将我全家处斩。这是命，不是我的冤屈。只是卢鲁元外似忠诚不渝，内心虚伪诡诈，而陛下诚心任用他，恐怕祸患将发生在陛下身边。我与卢鲁元生前是仇人，死后是仇鬼，不是因为个人恩怨而诽谤卢鲁元。”

## 家庭

### 父母
- 卢勝[17]，一名豚[18][19]，北魏镇南将军、济阳公[17]
- 冯翊仇氏，后燕殿中侍御史仇嵩之女[18][19]

### 兄弟姐妹
- 豆卢氏，嫁北魏冠军将军、散骑常侍、殿中尚书、竟陵侯长孙侯[17]

### 子女
- 盧統，北魏选部主客二尚书、襄城景王
- 盧彌娥，北魏北镇都将、襄城恭王
- 盧內，少子

## 延伸阅读
[在维基数据编辑]
 《魏書·卷34》，出自魏收《魏书》
 《北史·卷025》，出自李延壽《北史》